# A Dramatic Tour of Events
A Dramatic Tour of Events è stata una tournée mondiale del gruppo nordamericano progressive metal, Dream Theater di supporto all'undicesimo album in studio A Dramatic Turn of Events.
Il primo concerto si è tenuto nella capitale italiana il 4 luglio 2011, all'interno della manifestazione Rock in Roma.
È stata la prima tournée in cui Mike Mangini ha suonato la batteria al posto di Mike Portnoy.

## Tipica scaletta
Tour estivo europeo del 2011
- Dream Is Collapsing intro tape (Hans Zimmer piece)
- Under a Glass Moon
- These Walls
- Forsaken
- Endless Sacrifice
- Assolo di batteria, di Mike Mangini
- Ytse Jam
- Peruvian Skies
- The Great Debate
- On the Backs of Angels
- Caught in a Web
- Through My Words
- Fatal Tragedy
- The Count of Tuscany (Ultima canzone in alcuni show)
- -----Encore-----
- Learning to Live o Metropolis–Part I: "The Miracle and the Sleeper"

Tour autunnale nord americano del 2011
- Dream Is Collapsing intro tape (Hans Zimmer piece)
- Bridges in the Sky
- These Walls
- Build Me Up, Break Me Down
- Endless Sacrifice
- Assolo di batteria, di Mike Mangini
- Ytse Jam
- The Silent Man o Wait For Sleep
- Beneath the Surface o Far From Heaven
- Outcry o The Great Debate
- On the Backs of Angels
- Forsaken o Caught In A Web
- Through My Words
- Fatal Tragedy
- Breaking All Illusions o Outcry
- -----Encore-----
- Under a Glass Moon o Pull Me Under

Tour europeo invernale del 2012
- Dream Is Collapsing intro tape (Hans Zimmer piece)
- Bridges In The Sky
- 6:00
- Build Me Up, Break Me Down
- Surrounded
- The Root of All Evil o The *Dark Eternal Night
- Assolo di batteria, di Mike Mangini
- A Fortune In Lies
- Outcry
- The Silent Man o Wait For Sleep
- Beneath the Surface o Far From Heaven
- On the Backs of Angels
- War Inside My Head
- The Test That Stumped Them All
- The Spirit Carries On
- Breaking All Illusions
- -----Encore-----
- Pull Me Under o As I Am

Tour estivo nord americano del 2012
- Dream Is Collapsing (Hans Zimmer piece)
- Bridges in the Sky
- 6:00
- The Dark Eternal Night
- This Is The Life
- The Root of All Evil
- Lost Not Forgotten
- A Fortune in Lies
- Surrounded
- On the Backs of Angels
- War Inside My Head
- The Test that Stumped Them All
- The Spirit Carries On
- Breaking All Illusions
- -----Encore-----
- Metropolis Pt. 1: The Miracle and the Sleeper

Tour America del Sud e Centrale
- Dream Is Collapsing (Hans Zimmer piece)
- Bridges in the Sky
- 6:00 or These Walls
- The Dark Eternal Night or Build Me Up, Break Me Down
- This is the Life
- The Root of All Evil o Caught in a Web
- Lost Not Forgotten
- Assolo di batteria, di Mike Mangini
- A Fortune in Lies
- The Silent Man o Wait for Sleep
- Beneath the Surface o Far From Heaven
- Outcry
- Assolo di tastiera, di Jordan Rudess
- Surrounded
- On the Backs of Angels
- War Inside My Head
- The Test That Stumped Them All
- Assolo di chitarra, di John Petrucci
- The Spirit Carries On
- Breaking All Illusions
- -----Encore-----
- Metropolis Pt. 1: The Miracle and the Sleeper o Pull Me Under

## Formazione
- James LaBrie – voce
- John Petrucci – chitarra, cori
- Jordan Rudess – tastiera, continuum
- John Myung – basso
- Mike Mangini – batteria

### Band di supporto
Trivium (Nord America 2011):
- Matt Heafy – voce, chitarra
- Corey Beaulieu – chitarra, cori
- Paolo Gregoletto – basso
- Nick Augusto – batteria

Periphery (Europa 2012):
- Spencer Sotelo – voce
- Misha "Bulb" Mansoor – chitarra
- Jake Bowen – chitarra, cori
- Mark Holcomb – chitarra
- Matt Halpern – batteria
- Jeff Holcomb – basso

Crimson ProjeKCt (Nord America 2012):
- Adrian Belew – voce, chitarra solista
- Pat Mastelotto – batteria
- Markus Reuter – touch guitars, tastiere
- Julie Slick – basso
- Tobias Ralph – batteria
- Tony Levin – basso, chapman stick